# Bursanthus bamfordi
Genre
Espèce
Bursanthus bamfordi, unique représentant du genre Bursanthus, est une espèce de cnidaires anthozoaires de la famille des Cerianthidae.

## Systématique
Le genre Bursanthus a été créé en 1968 par le zoologiste belge Eugène Leloup (1902-1981),.

## Publication originale
- Eugène Leloup, « Larves de Cerianthaires du Golfe de Guinée », Bulletin de l'Institut Royal des Sciences Naturelles de Belgique, vol. 44, no 7,‎ 7 février 1968, p. 1-22 (ISSN 0368-0177, lire en ligne).